# Joseph Lasiri
Joseph Lasiri (Milán, Italia; 19 de julio de 1991) es un peleador de Muay Thai y kickboxer italo-marroquí que actualmente compite en la categoría de peso paja de ONE Championship, donde es el actual Campeón Mundial de Muay Thai de Peso Paja de ONE.

## Carrera de Muay Thai

### ONE Championship
Lasiri perdió sus primeras 4 peleas en la promoción, antes de enfrentar al futuro Campeón Mundial de Kickboxing de Peso Gallo de ONE Hiroki Akimoto en ONE Championship: A New Era el 31 de marzo de 2019. Lasiri ganó la pelea por decisión mayoritaria y se convirtió en el primer peleador en derrotar a Akimoto en su carrera de kickboxing.
Lasiri enfrentó a Asahi Shinagawa en ONE Championship: Winter Warriors 2 el 3 de diciembre de 2021. Ganó la pelea por KO en 2 minutos del primer asalto.

#### Campeonato Mundial de Peso Paja de ONE
Lasiri enfrentó al Campeón Mundial de Muay Thai de Peso Paja de ONE Prajanchai P.K.Saenchaimuaythaigym en ONE 157 el 20 de mayo de 2022. Lasiri ganó la pelea y el título por TKO en el tercer asalto luego de Prajanchai no quisiera seguir por el sangrado causado durante el transcurso de la pelea. Dicha victoria lo haría merecedor de su primer premio de Actuación de la Noche.

#### Oportunidad por el Campeonato Mundial de Peso Mosca de ONE
En busca de convertirse en el séptimo Campeón Simultáneo de ONE Championship, Lasiri enfrentó a Rodtang Jitmuangnon por el Campeonato Mundial de Peso Mosca de Muay Thai de ONE en ONE on Prime Video 4, el 18 de noviembre de 2022. Perdió la pelea por decisión unánime.

#### Continuación de su reinado de peso paja
Lasiri está programado para hacer la primera defensa de su título en una revancha contra Prajanchai P.K. Saenchai el 22 de diciembre de 2023, en ONE Friday Fights 46.

## Campeonatos y logros

### Profesional
- ONE Championship
  - Campeonato Mundial de Muay Thai de Peso Paja de ONE (Una vez; actual)[2]
  - Actuación de la Noche (Una vez) vs. Prajanchai P.K.Saenchaimuaythaigym[7]

### Amateur
- World Muaythai Federation
  - Campeón de -51 kg de WMF[10]
- World Muaythai Organization
  - Campeón Mundial de 54 kg de WMO de 2014
  - Campeón Mundial de 54 kg de WMO de 2015
  - Campeón Mundial de 54 kg de WMO de 2016
  - Campeón Mundial de 54 kg de WMO de 2017

## Récord en Muay Thai
| Récord en Muay Thai                                                | Récord en Muay Thai | Récord en Muay Thai                | Récord en Muay Thai                     | Récord en Muay Thai         | Récord en Muay Thai      | Récord en Muay Thai | Récord en Muay Thai |
| ------------------------------------------------------------------ | ------------------- | ---------------------------------- | --------------------------------------- | --------------------------- | ------------------------ | ------------------- | ------------------- |
| 43 Victorias (20 (T)KOs), 13 Derrotas                              |                     |                                    |                                         |                             |                          |                     |                     |
| Fecha                                                              | Resultado           | Oponente                           | Evento                                  | Localización                | Método                   | Ronda               | Tiempo              |
| 22-12-2023                                                         |                     | Prajanchai P.K.Saenchaimuaythaigym | ONE Friday Fights 46                    | Bangkok, Tailandia          |                          |                     |                     |
| Defendindo el Campeonato Mundial de Muay Thai de Peso Paja de ONE. |                     |                                    |                                         |                             |                          |                     |                     |
| 2022-11-19                                                         | Derrota             | Rodtang Jitmuangnon                | ONE on Prime Video 4                    | Kallang, Singapur           | Decisión (Unánime)       | 5                   | 3:00                |
| Por el Campeonato Mundial de Muay Thai de Peso Mosca de ONE.       |                     |                                    |                                         |                             |                          |                     |                     |
| 2022-05-20                                                         | Victoria            | Prajanchai P.K.Saenchaimuaythaigym | ONE 157                                 | Kallang, Singapur           | TKO (Retiro)             | 3                   | 3:00                |
| Ganó el Campeonato Mundial de Muay Thai de Peso Paja de ONE.       |                     |                                    |                                         |                             |                          |                     |                     |
| 2021-12-03                                                         | Victoria            | Asahi Shinagawa                    | ONE: Winter Warriors II                 | Kallang, Singapur           | KO (Golpe y Rodillazo)   | 1                   | 2:06                |
| 2021-04-02                                                         | Derrota             | Panpetch Or.Pitisak                | Muaymanwansuk, Rangsit Stadium          | Rangsit, Tailandia          | Decisión                 | 5                   | 3:00                |
| 2020-11-20                                                         | Victoria            | Rocky Ogden                        | ONE Championship: Inside the Matrix 4   | Kallang, Singapur           | Decisión (Dividida)      | 3                   | 3:00                |
| 2019-09-06                                                         | Derrota             | Mongkolpetch Petchyindee           | ONE Championship: Immortal Triumph      | Ciudad Ho Chi Minh, Vietnam | Decisión (Mayoritaria)   | 3                   | 3:00                |
| 2019-03-31                                                         | Victoria            | Hiroki Akimoto                     | ONE Championship: A New Era             | Tokio, Japón                | Decisión (Mayoritaria)   | 3                   | 3:00                |
| 2019-01-18                                                         | Derrota             | Jonathan Haggerty                  | ONE Championship: Eternal Glory         | Yakarta, Indonesia          | Decisión (Unánime)       | 3                   | 3:00                |
| 2018-11-23                                                         | Derrota             | Josh Tonna                         | ONE Championship: Conquest of Champions | Pásay, Filipinas            | Decisión (Unánime)       | 3                   | 3:00                |
| 2018-05-18                                                         | Derrota             | Singtongnoi Por.Telakun            | ONE Championship: Unstoppable Dreams    | Kallang, Singapur           | TKO (Paro Médico)        | 2                   | 2:36                |
| 2018-01-26                                                         | Derrota             | Sam-A Gaiyanghadao                 | ONE Championship: Global Superheroes    | Pásay, Filipinas            | KO (Izquierda Recta)     | 2                   | 2:30                |
| 2017-04-15                                                         | Victoria            | Tristan Caetano                    | Divonne Challenge 3                     | Francia                     | Decisión                 | 3                   | 3:00                |
| 2017-02-18                                                         | Victoria            | Mohamed Bouchareb                  | Ring War                                | Monza, Italia               | Decisión                 | 5                   | 3:00                |
| Ganó el título de peso gallo (-53.5kg) de WBC Muay Thai.           |                     |                                    |                                         |                             |                          |                     |                     |
| 2016-10-02                                                         | Derrota             | Yodkowklai Fairtex                 | MAX Muay Thai                           | Tailandia                   | KO                       | 1                   |                     |
| 2015-12-12                                                         | Victoria            | Tristan Caetano                    | The Night of Kick and Punch 2015        | Italia                      | KO (Golpes y Rodillazo)  | 2                   |                     |
| 2015-10-24                                                         | Derrota             | Islem Hamech                       | La Nuit Des Challenges 14               | Francia                     | Decisión                 | 3                   | 3:00                |
| 2015-04-26                                                         | Victoria            | Andy Howson                        |                                         | Reino Unido                 | TKO                      | 2                   |                     |
| 2014-10-19                                                         | Victoria            | Reece Thomson                      |                                         | Londres, Inglaterra         | Decisión                 | 5                   | 3:00                |
| 2014-04-12                                                         | Victoria            | Antar Kacem                        | Championnat du Monde de Boxe Thai       | Francia                     | Decisión                 | 5                   | 3:00                |
| 2014-04-12                                                         | Victoria            | Daniel Saporito                    | Ring War                                | Italia                      | Decisión                 | 3                   | 3:00                |
| 2013-11-09                                                         | Victoria            | Pascal Kessler                     |                                         | Suiza                       | TKO (Knees)              |                     |                     |
| Ganó el título europeo de -53kg de WFC.                            |                     |                                    |                                         |                             |                          |                     |                     |
| 2013-05-18                                                         | Victoria            | Matteo Fossati                     | The Night of Kick and Punch III         | Italia                      | TKO (Paro de la Esquina) | 1                   | 3:00                |
| 2012-02-09                                                         | Derrota             | Boban Marinkovic                   |                                         | Jagodina, Serbia            | Decisión (Unánime)       | 5                   | 3:00                |
| Por el título de -57kg de Pro Low Kick de la WAKO.                 |                     |                                    |                                         |                             |                          |                     |                     |
| 2011-10-30                                                         | Derrota             | Dean James                         | Night Of Champions                      | Reino Unido                 | TKO (Rodillazo)          | 2                   |                     |
| 2011-09-25                                                         | Victoria            | Christian Lusabio                  |                                         | Milán, Italia               | Decisión                 | 3                   | 3:00                |